# Pimpla rubripes
Pimpla rubripes är en stekelart som beskrevs av Holmgren 1868. Pimpla rubripes ingår i släktet Pimpla och familjen brokparasitsteklar. Inga underarter finns listade i Catalogue of Life.